# Skepperstads landskommun
Skepperstads landskommun var en tidigare kommun i Jönköpings län. I kommunen låg kyrkbyn Skepperstad och stationssamhället Hultagård, utmed Hvetlanda Sävsjö Järnväg.

## Administrativ historik
När 1862 års kommunalförordningar trädde i kraft den 1 januari 1863 inrättades i Sverige cirka 2 400 landskommuner samt 89 städer och ett mindre antal köpingar.
Då inrättades i Skepperstads socken i Västra härad i Småland denna kommun.
Vid kommunreformen 1952 uppgick den i Bäckaby landskommun. När denna 1971 upplöstes övergick denna del till Sävsjö kommun.